# Bókovskaia
Bókovskaia (en rus: Боковская) és un poble (una stanitsa) de l'óblast de Rostov, a Rússia, que en el cens del 2018 tenia 5.086 habitants, és la seu administrativa del districte homònim. Bókovskaia es troba a la vora del riu Txir, a 354 km de la capital de la província, Rostov del Don.